# Хуан Франсіско Естрада
Хуан Франсіско Естрада Ромеро (ісп. Juan Francisco Estrada Romero; нар. 14 квітня 1990, Пуерто-Пеньяско, Сонора, Мексика) — мексиканський професійний боксер, чемпіон світу за версіями WBC (2019—2022, 2022—2024) та WBA Super (2021—2022) у другій найлегшій вазі, за версіями WBA Super (2013—2016) та WBO (2013—2016) у найлегшій вазі.

## Професійна кар'єра
Хуан дебютував на профірингу 30 серпня 2008-го року. Перші 27 боїв провів у Мексиці.

### Естрада проти Гонсалеса
17 листопада 2012 року відбувся перший бій Естради за межами його рідної Мексики. Він вийшов на бій у 
Лос-Анджелесі проти чемпіона WBA у першій найлегшій вазі Романа Гонсалеса (Нікарагуа) і програв одностайним рішенням суддів (112-116, 112-116, 110-118).

### Естрада проти Вілорії
В наступному бою 6 квітня 2013 року в Макао Естрада знову бився за титул проти чемпіона світу за версіями WBA Super і WBO у найлегшій вазі Браяна Вілорії (США) і переміг розділеним рішенням, після чого провів п'ять успішних захистів. У вересні 2016 року звільнив титули у зв'язку з переходом до наступної категорії.

### Естрада проти Куадраса
У червні 2017 року стало відомо, що Естрада зустрінеться з ексчемпіоном світу мексиканцем Карлосом Куадрасом. Куадрас був обов'язковим претендентом для чемпіона WBC у другій найлегшій вазі Срісакет Сор Рунгвісаі (Таїланд), але не міг зустрітися з ним найближчим часом через реванш між Сор Рунгвісаі та Романом Гонсалесом, тож йому довелося зустрітися з Естрадою.
В бою Куадрас, здавалося, перемагав у перших раундах, наносячи більше ударів. Тим не менш, Естрада зміг повільно нав’язати свій стиль у другій половині бою і переміг одностайним рішенням суддів, відібравши звання обов'язкового претендента.

### Естрада проти Сор Рунгвісаі
24 лютого 2018 року Естрада вийшов на бій проти Срісакет Сор Рунгвісаі, який здобув перемогу над Романом Гонсалесом і зберіг за собою титул чемпіона. В поєдинку Естрада час від часу добре боксував, і йому вдалося кілька разів дістати суперника, та все ж Рунгвісаі здобув перемогу за очками одностайним рішенням суддів.
Провівши два переможних боя, 26 квітня 2019 року Естрада вдруге вийшов проти Сор Рунгвісаі і зумів взяти реванш за поразку, вигравши за очками одностайним рішенням суддів і відібвавши у тайця титул чемпіона WBC у другій найлегшій вазі.
23 жовтня 2020 року в другому захисті титулу Естрада вдруге переміг Карлоса Куадраса, цього разу технічним нокаутом.

### Естрада проти Гонсалеса II
13 березня 2021 року Естрада в об'єднавчому бою вдруге в кар'єрі зустрівся з Романом Гонсалесом. Поєдинок видався дуже видовищним та близьким, а перемогу в ньому розділеним рішенням суддів здобув Франсіско Естрада, ставши об'єднаним чемпіоном WBC і WBA (Super) у другій найлегшій вазі.
9 лютого 2022 року WBA наказала свому чемпіону Франсіско Естраді провести захист титулу WBA (Super) проти Джошуа Франко, але він віддав перевагу третьому бою з Романом Гонсалесом і 11 серпня 2022 року офіційно відмовився від титулу.
WBC, щоб не заважати проведенню бою Естрада — Гонсалес, у березні 2021 року нагородила чемпіона світу WBC у другій найлегшій вазі Естраду титулом «франчайзингового» чемпіона WBC. Після того, як 26 жовтня 2022 року чемпіон WBC Джессі Родрігес раптово відмовився від чемпіонського поясу, WBC відмовилася від «франчайзингового» титулу і оголосила, що на кону третього бою Естрада — Гонсалес буде стояти вакантний титул повноцінного чемпіона.

### Естрада проти Гонсалеса III
3 грудня 2022 року відбувся третій бій між Франсіско Естрадою і Романом Гонсалесом. Поєдинок проходив з перемінною перевагою і завершився перемогою мексиканця рішенням більшості суддів — 114-114, 116-112, 115-113. Естрада виграв вакантний титул WBC у другій найлегшій вазі.

### Естрада проти Родрігеса
29 червня 2024 року зустрівся в бою з Джессі Родрігесом і, зазнавши поразки нокаутом, втратив звання чемпіона.

## Таблиця боїв
| 44 Перемоги (28 нокаутом), 4 Поразки |           |        |                        |        |               |                   |                                                             | |
|                                      | Результат | Рекорд | Суперник               | Спосіб | Раунд, час    | Дата              | Місце                                                       | Примітки                                                                                                |
| 48                                   | Поразка   | 44-4   | Джессі Родрігес        | KO     | 7(12)         | 29 червня 2024    | Footprint Center, Фінікс                                    | Втратив титули WBC та The Ring у другій найлегшій вазі                                                  |
| 47                                   | Перемога  | 44-3   | Роман Гонсалес         | MD     | 12            | 3 грудня 2022     | Desert Diamond Arena, Глендейл, Аризона                     | Захистив титул The Ring у другій найлегшій вазі. Завоював вакантний титул WBC у другій найлегшій вазі   |
| 46                                   | Перемога  | 43-3   | Аргі Кортес            | UD     | 10            | 3 вересня 2021    | Centro de Usos Multiples, Ермосійо                          | Захистив титул The Ring у другій найлегшій вазі.                                                        |
| 45                                   | Перемога  | 42–3   | Роман Гонсалес         | SD     | 12            | 13 березня 2021   | American Airlines Center, Даллас, Техас                     | Захистив титул WBC і The Ring у другій найлегшій вазі. Завоював титул WBA Super у другій найлегшій вазі |
| 44                                   | Перемога  | 41–3   | Карлос Куадрас         | TKO    | 11 (12), 2:22 | 23 жовтня 2020    | Gimnasio TV Azteca, Мехіко                                  | Захистив титул WBC і The Ring у другій найлегшій вазі                                                   |
| 43                                   | Перемога  | 40–3   | Девейн Бімон           | TKO    | 9 (12), 0:51  | 24 серпня 2019    | Centro de Usos Multiples, Ермосійо                          | Захистив титул WBC і The Ring у другій найлегшій вазі                                                   |
| 42                                   | Перемога  | 39–3   | Срісакет Сор Рунгвісаі | UD     | 12            | 26 квітня 2019    | The Forum, Інґлвуд, Каліфорнія                              | Завоював титул WBC і The Ring у другій найлегшій вазі                                                   |
| 41                                   | Перемога  | 38–3   | Віктор Мендес          | RTD    | 8 (10), 3:00  | 8 грудня 2018     | СтабХаб Центр, Карсон, Каліфорнія                           | |
| 40                                   | Перемога  | 37–3   | Феліпе Орукута         | UD     | 12            | 8 вересня 2018    | The Forum, Інґлвуд, Каліфорнія                              | |
| 39                                   | Поразка   | 36–3   | Срісакет Сор Рунгвісаі | MD     | 12            | 24 лютого 2018    | СтабХаб Центр, Карсон, Каліфорнія                           | Бій за титул WBC і The Ring у другій найлегшій вазі                                                     |
| 38                                   | Перемога  | 36–2   | Карлос Куадрас         | UD     | 12            | 9 вересня 2017    | СтабХаб Центр, Карсон, Каліфорнія                           | |
| 37                                   | Перемога  | 35–2   | Ануар Салас            | TKO    | 5 (10), 2:05  | 11 березня 2017   | Arena Ciudad de Mexico, Мехіко                              | |
| 36                                   | Перемога  | 34–2   | Раймонд Табугон        | UD     | 10            | 8 жовтня 2016     | Centro Convenciones, Пуерто-Пеньяско                        | |
| 35                                   | Перемога  | 33–2   | Ернан Маркес           | TKO    | 10 (12), 1:26 | 26 вересня 2015   | Centro Convenciones, Пуерто-Пеньяско                        | Захистив титули WBA Super та WBO у найлегшій вазі                                                       |
| 34                                   | Перемога  | 32–2   | Роммел Асенсіо         | TKO    | 3 (12), 0:43  | 28 березня 2015   | Poliforum Zamna, Мерида                                     | Захистив титули WBA Super та WBO у найлегшій вазі                                                       |
| 33                                   | Перемога  | 31–2   | Джоберт Альварес       | UD     | 10            | 6 грудня 2014     | Centro de Usos Multiples, Ермосійо                          | |
| 32                                   | Перемога  | 30–2   | Джовані Сегура         | TKO    | 11 (12), 1:33 | 6 вересня 2014    | Arena Ciudad de Mexico, Мехіко                              | Захистив титули WBA Super та WBO у найлегшій вазі                                                       |
| 31                                   | Перемога  | 29–2   | Річі Мепранум          | TKO    | 10 (12), 0:10 | 26 квітня 2014    | Centro Convenciones, Пуерто-Пеньяско                        | Захистив титули WBA Super та WBO у найлегшій вазі                                                       |
| 30                                   | Перемога  | 28–2   | Мілан Меліндо          | UD     | 12            | 27 липня 2013     | Cotai Arena, Venetian Resort, Макао                         | Захистив титули WBA Super та WBO у найлегшій вазі                                                       |
| 29                                   | Перемога  | 27–2   | Браян Вілорія          | SD     | 12            | 6 квітня 2013     | Cotai Arena, Venetian Resort, Макао                         | Завоював титули WBA Super та WBO у найлегшій вазі                                                       |
| 28                                   | Поразка   | 26–2   | Роман Гонсалес         | UD     | 12            | 17 листопада 2012 | Los Angeles Memorial Sports Arena, Лос-Анджелес, Каліфорнія | Бій за титул WBA у найлегшій вазі                                                                       |
| 27                                   | Перемога  | 26–1   | Герман Мераз           | TKO    | 9 (10), 0:38  | 24 серпня 2012    | Estadio Francisco León García, Пуерто-Пеньяско              | |
| 26                                   | Перемога  | 25–1   | Ардін Діале            | KO     | 2 (10)        | 23 червня 2012    | Centro de Usos Multiples, Ермосійо                          | |
| 25                                   | Перемога  | 24–1   | Джонатан Лекона Рамос  | UD     | 8             | 14 квітня 2012    | Arena Ciudad de Mexico, Мехіко                              | |
| 24                                   | Перемога  | 23–1   | Хуан Карлос Санчес     | TKO    | 10 (10), 1:02 | 17 грудня 2011    | Arena Jorge Cuesy Serrano, Тустла-Ґутьєррес                 | |
| 23                                   | Перемога  | 22–1   | Луїс Май               | UD     | 8             | 8 грудня 2011     | Arena Jorge Cuesy Serrano, Тустла-Ґутьєррес                 | |
| 22                                   | Перемога  | 21–1   | Хосе Альфредо Тірадо   | TKO    | 2 (6), 2:38   | 2 листопада 2011  | Arena Jorge Cuesy Serrano, Тустла-Ґутьєррес                 | |
| 21                                   | Перемога  | 20–1   | Іван Діас              | UD     | 6             | 16 вересня 2011   | Arena Jorge Cuesy Serrano, Тустла-Ґутьєррес                 | |